# Josef Hierl (Brauer)
Josef Hierl (* 27. Dezember 1805 in München; † um 1867, angeblich in der Schweiz) war ein deutscher Brauer.

## Leben
Josef Hierl wurde als Sohn des Münchner Bierbrauers Johann Evangelist Hierl und dessen zweiter Ehefrau Anna Eva geb. Lauterer geboren. Er besuchte die königliche Studienanstalt in München. 1826 heiratete er Kreszentia Wieninger, die Tochter des Dachauer Bierbrauers und Landtagsabgeordneten Franz Xaver Wieninger, dessen Brauerei er übernahm. 1839 verkauften sie diese und erwarben stattdessen die Alte Zengerbrauerei in der Burggasse 16 in München. Diese baute er sukzessive zur Großbrauerei aus, die ab 1880 Aktiengesellschaft Bürgerliches Bräuhaus hieß und 1920 mit Löwenbräu fusionierte.
1841 erbaute er am Gasteig in Haidhausen in der Kellerstraße 6 einen neuen Keller für die Einlagerung des Sommerbieres.
Die beiden Vordergebäude in der Burgstraße brannten in der Nacht vom 23. zum 24. Januar 1842 aus ungeklärter Ursache ab, Hierl plante umgehend, sie durch ein neues Gebäude „mit symmetrischer Façade“ zu ersetzen. Die Braustätte selbst konnte bald wieder in Betrieb genommen werden. 1850 starb Hierls Ehefrau, und der Sohn Franz Xaver erbte den Anteil der Mutter. Er heiratete im folgenden Jahr. Daher wollte Hierl auf seinem Anwesen in Haidhausen eine zweite Sudpfanne in Betrieb nehmen. Doch wurde sein entsprechender Antrag vom Magistrat abgewiesen, in zweiter Instanz auch vom Handelsministerium. Um diese dennoch betreiben zu dürfen, erwarb er die Angerkloster-Gerechtsame. Damit wurde der Weg für den Sohn Franz Xaver zum Aufbau einer zweiten Brauerei in der Kellerstraße 6 frei, was der Magistrat am 5. Dezember 1851 bewilligte. 1860 übertrug Hierl seine gesamten Gewerbeimmobilien auf Franz Xaver.
Obwohl Hierl laut Steuerkataster zeitweise als der reichste Brauer Münchens galt und auf dem 52. Platz der reichsten Bürger Münchens stand, verzichtete er darauf, in den Verbänden ein Amt auszuüben, was er mit seiner angeschlagenen Gesundheit begründete. Er war aber Ersatzgeschworener am Schwurgericht für Oberbayern für das dritte Quartal 1858.